# Tanna-Erdtaube
Die Tanna-Erdtaube (Pampusana ferruginea, Syn.: Alopecoenas ferrugineus, Gallicolumba ferruginea) ist eine ausgestorbene Taubenart. Ihre taxonomische Zugehörigkeit ist ungesichert. Johann Georg Wagler ordnete sie bei der wissenschaftlichen Erstbeschreibung aufgrund Georg Forsters Aufzeichnungen der Gattung der Gallicolumba zu. Sie war endemisch auf der Pazifikinsel Tanna (Neue Hebriden).

## Beschreibung
Die Tanna-Erdtaube ist nur von einem einzigen Weibchen bekannt, das während der zweiten Cook-Weltreise in die Südsee im August 1774 von Georg Forster auf Tanna gezeichnet wurde. Dieses Bild hängt heute im Natural History Museum in London. Nach Forsters Beschreibung war das Tier 27 cm lang. Der Kopf und die Brust waren rostbraun. Der Rücken war dunkelrot-violett gefärbt. Die Flügel hatten eine dunkelgrüne Tönung. Die Schwingen waren braungrau mit schmalen, blassen Rändern. Der Bauch war grau; der Schnabel schwarz mit einer leichten Wölbung an der Wachshaut. Die Iris war gelblich und die Füße hatten eine rote Färbung.

## Aussterben
Das genaue Jahr des Aussterbens ist nicht bekannt. Alle Informationen über diese Vogelart stammen von Johann Reinhold Forster und seinem Sohn Georg. Am 5. August 1774 ankerte die Resolution vor Tanna und die Forsters machten einige Studien über die Flora und die indigene Bevölkerung. Am 17. August 1774 wurde ein Exemplar einer bis dato unbekannten Taubenart gesichtet und geschossen. Dieses Exemplar verschwand später. Danach hat man diese Taubenart nie wieder gesehen, so dass als einziger Existenzbeweis nur Georg Forsters Zeichnung und Randvermerk vorhanden ist.